# Sufjan Stevens
Sufjan Stevens (Detroit, 1 de julho de 1975) é um cantor, compositor e músico norte-americano. Lançou seu primeiro álbum A Sun Came em 1999, mas só ganhou notoriedade com  Greetings from Michigan em 2003, um álbum conceitual sobre o estado americano natal de Stevens, que recebeu diversos elogios da crítica especializada.
Seu maior sucesso comercial e de crítica veio com Illinois (2005), baseado no estado de Ilinóis, que chegou a ficar em primeira colocação no Top Heatseekers da Billboard, e é frequentemente citado como um dos melhores do século XXI. Outras obras notáveis incluem os álbuns Seven Swans (2004), The Age of Adz (2010) e Carrie and Lowell (2015). Contribuiu com a trilha sonora do filme Call Me by Your Name (2017), sendo indicação ao Oscar de Melhor Canção Original por Mystery of Love.
Em seus trabalhos, Stevens costuma abordar temas da fé cristã, com canções influenciadas pelo imaginário bíblico (como em  Seven Swans), ou discutindo temas como moralidade, graça, redenção e pecado. É também multi-instrumentista,
fazendo o uso de diversos instrumentos em suas composições, tocando ele mesmo muitos deles.

## Início da vida
Stevens nasceu em Detroit, Michigan, onde ele viveu até os nove anos de idade. Ele foi criado por seu pai Rasjid e sua madrasta Pat, e apenas ocasionalmente visitava sua mãe, Carrie, no estado de Oregon, após ela se casar com seu marido Lowell. Stevens possui Master of Arts pela The New School, e tinha um grande interesse em literatura durante sua formação, chegando a planejar um romance, contudo decidiu se dedicar apenas a escrita de canções.
Apesar de seu nome de batismo ser de origem persa, anterior aos árabes, tratando-se de uma referência histórica pré-islâmica, i.e. Abu Sufiane ibne Harbe († 652), Stevens cresceu em um ambiente religioso ecumênico e liberal.

## Carreira
Começou sua carreira como membro de Marzuki, uma banda folk rock de Holland, Michigan, e durante sua graduação, escreveu e gravou A Sun Came, lançado pelo selo da  Asthmatic Kitty Records, fundada por Stevens com a ajuda de seu padrasto Lowell, pelo qual lançou todos os seus álbuns posteriores. Durante o seu mestrado, compôs e gravou seu segundo álbum, Enjoy Your Rabbit, baseado nos signos chineses do zodíaco e com um estilo mais próximo da música eletrônica. O seu primeiro sucesso veio com Greetings from Michigan em 2003, cujas canções foram inspiradas pela geografia e cultura do estado natal de Stevens, que recebeu elogios da crítica.
Michigan também foi o primeiro lançamento de um projeto intitulado "Fifty States Project", que consistia no lançamento de um álbum sobre cada um dos estados americanos. O seu quarto álbum, Seven Swans, composto por várias faixas em estilo low folk junto à forte temática cristã, abordou abertamente a fé cristã de Stevens. A obra foi bem recebida pela crítica, e é frequentemente citada como um dos melhores de música cristã contemporânea, junto com The Joshua Tree do U2.
O quinto lançamento de Stevens, Come on Feel the Illinoise,  uma continuação do projeto dos cinquenta estados, dessa vez se inspirando em Ilinóis, foi classificado pelo agregador Metacritic como o mais bem avaliado do ano, e é comumente citado com um dos melhores da década. Foi também sucesso de público chegando a ficar em primeira colocação no Top Heatseekers da Billboard, sendo a faixa Chicago um dos maiores sucessos da carreira de Stevens, aparecendo como encerramentos de diversos shows dele, e fazendo parte da trilha sonora do filme Pequena Miss Sunshine (2005) e da abertura da série The Politician (2019).
Após o lançamento de Illinoise, Stevens abandonou o "Fifty States Project" declarando ser na verdade uma brincadeira. Seu próximo lançamento, Song for Christmas, constituído por uma série de canções com temáticas natalinas, sendo algumas originais escritas pelo próprio Stevens, e a maior parte das composições apresentando um pano de fundo cristão, contou com a ajuda do ministro presbiteriano Vitto Aiutto, amigo pessoal de Stevens. Em 2009, Stevens começou a cantar novas canções em sua Turnê de Outono --  "All Delighted People", "Impossible Soul", "Too Much" e "Age of Adz"; e no ano seguinte lançou "The Age of Adz", representando um salto em sua carreira, com músicas experimentais e num estilo eletrônico. A faixa "Impossible Soul", que tem a duração de vinte e cinco minutos e ocupa um terço da duração total do álbum, recebeu elogios da crítica, mas a obra como um todo teve recepção mista—especialmente devido à natureza de suas experimentações. O álbum é também marcado por um forte componente autobiográfico com canções que expressam sentimentos e anseios artísticos de Stevens.
O seu lançamento Carrie and Lowell em 2015 marcou seu retorno à música folk e numa estrutura mais tradicional. Aclamado, foi considerado um dos seus melhores trabalhos até a data, chegando a ser citado dentre os melhores do século XXI. O álbum foi inspirado nas experiencias pessoais de Stevens com sua mãe, Carrie, que era esquizofrênica e bipolar. Apesar de ter abandonado o projeto dos cinquenta estados, muitos críticos apontaram o álbum como uma homenagem ao estado de Oregon. Em 2017, contribuiu com a trilha sonora do filme Call Me by Your Name, com as canções Visions of Gideon e Mistery of Love, sendo indicado ao Oscar de Melhor Canção Original pela segunda. Também fez parte do projeto Planetarium junto com  Bryce Dessner da banda The National, o baterista James McAlister, e o compositor Nico Muhly. Em 2019, lançou duas músicas no Youtube em homenagem ao mês do orgulho LGBTQ -- Love Yourself e With My Whole Heart.

## Discografia

### Álbuns de estúdio
- A Sun Came (2000)
- Enjoy Your Rabbit (2001)
- Michigan (2003)
- Seven Swans (2004)
- Illinois (2005)
- All Delighted People EP (2010)
- The Age Of Adz (2010)
- Carrie & Lowell (2015)
- Planetarium (2017)
- Aporia (2020)
- The Ascension (2020)
- Convocations (2021)
- A Beginner's Mind (2021)
- Javelin (2023)

### Compilações
- The Avalanche (2006)
- Songs For Christmas (2006)
- Silver & Gold (2012)

### Álbuns ao vivo
- Carrie & Lowell Live (2017)

### Trilhas sonoras
- The BQE (2009)
- The Decalogue (2019)